# 古代ギリシア語
古代ギリシア語（こだいギリシアご、古希: Ἑλληνική、希: Αρχαία ελληνική γλώσσα、略称: 古希）は、ギリシア語の歴史上の一時期を指す言葉。古代ギリシアの、アルカイック期（紀元前8世紀 - 前6世紀）、古典期（前6世紀 - 前4世紀）、ヘレニズム期（前4世紀 - 後6世紀）の3つの時代に跨がっており、様々な方言が存在し、古典ギリシア語もその一つである。

## 概要
古代ギリシア語は、その後のヨーロッパ諸言語に最も影響を与えた言語の一つである。ホメーロスの叙事詩、劇作家、ペリクレス時代の哲学者、『新約聖書』等がその証左と言えよう。また、「民主主義（英: democracy）」のような不可欠な語も含め、英語の語彙に多大な影響を与えてもいる。ルネサンスから20世紀初頭にかけては、西洋の教育制度において標準的な科目となっていた。学名に用いられている新ラテン語（近代ラテン語）には、今日でも古代ギリシア語からの語彙の引用が精力的になされている。
ヘレニズム期の古代ギリシア語はコイネー（「共通語」の意）、あるいは聖書ギリシア語として知られ、その後期の形が中世ギリシア語に変異していった。初期のコイネーは古典期との共通点も多いが、ギリシア語の歴史の中では独立したものとして扱われる。コイネーより前の、古典期やそれ以前のギリシア語にはいくつかの方言が存在した。ミケーネ文明期のミケーネ語（前1600年–前1100年）は、古代ギリシア語（前8世紀-前4世紀）に先行する言語である。

## 古代ギリシアの諸方言

### 歴史的方言の成立
ギリシア語の起源および初期の歴史は、同時代の史料が欠けており判然としない。そのため、いくつか仮説が存在する。初期のギリシア語的特徴を有する言語がインド・ヨーロッパ祖語から分岐（遅くとも紀元前2000年までに）してから紀元前1200年頃まで、どのような古代ギリシアの方言群が存在していたのか。どの仮説も概要は共通しているものの、細部で異なる。上記の時代で存在が証明されているのはミケーネ語だけだが、歴史的方言とその背景に鑑みるに、全ての方言群が当時すでに何らかの形で存在していたとも考えられる。
古代ギリシア語の主な方言は、紀元前1120年（ドーリス人の侵入の時期）までには発達していたとされる。ギリシア文字によるはっきりとした記録が確認されるのは紀元前8世紀以降である。古代のギリシア人は、自身にドーリス人・アイオリス人・イオニア人という3つの主な区分があると考えており、それぞれ弁別的な方言を有していた。人目につかない山岳地帯のアルカディアと、学問の中心から離れたキュプロスを見落としていたという点を斟酌すれば、上記の区分は現代の歴史言語学の調査結果と酷似している。これは、方言の内実と変化を理解する上で非常に重要である。

### 分類と概要
| 西部： 北西方言 アカイア方言 ドーリス方言 | 中部： アイオリス方言 アルカディア＝キプロス方言 | 東部： アッティカ方言 イオニア方言 |
| この図では分類不明：M マケドニア方言      |                                                  |                                    |

古典期のギリシア語方言の分布

古代ギリシア語の各方言は以下のように分類される。
- 西ギリシア諸方言
  - 北西ギリシア方言群
    - アカイア方言
    - アイトーリア方言
    - ロクリス方言
    - ポーキス方言
    - エーリス方言
    - マケドニア方言
北西ギリシア方言の一つ[3]。マケドニア方言は、北西ギリシア方言に影響を受けて変化したドーリス方言であるという説が最も有力である[4]。

  - ドーリス方言群
    - ラコニア（ヘラクレイア）方言
    - メガラ方言
    - アルゴリス方言
    - コリントス方言
    - ロドス方言
    - コース方言
    - テーラ＝キュレナイカ方言
    - クレタ方言
- 東ギリシア諸方言
  - アイオリス方言群
    - 小アジア＝レスボス方言
    - ボイオティア方言 - 北西方言の強い影響下にあり、過渡期の方言だったとも考えられる。
    - テッサリア方言 - ボイオティア方言ほどではないものの、北西方言の影響を受けていた。

  - イオニア＝アッティカ方言群
    - アッティカ方言
    - イオニア方言
      - 西イオニア（エウボイア）方言
      - 中部イオニア（キュクラデス）方言
      - 東イオニア（小アジア＝イオニア）方言

  - アルカディア・キュプロス方言群（英語版） - ミケーネ語の姿を色濃く残す。
    - アルカディア方言
    - キュプロス方言
    - パンピュリア方言
小アジア南西部沿岸地域の一部（リュキアとキリキアの中間）で話されていた方言で、碑文にわずかに残されている。この方言は、異なる方言の区分か、あるいはドーリス人によって非ギリシア系原住民の影響を受けたミケーネ語のどちらかである可能性もある。

ギリシア語方言の分類は、西部と非西部というのが最も古くかつ有力である。非西部諸方言は「東ギリシア諸方言」と呼ばれることもある。
方言群の大半は、ポリスの領域ないし島に対応する形で、上記のようにさらに下位の区分に振り分けられる。たとえば、レスボス方言はアイオリス方言のひとつである。また、ドーリス方言はそのような細かな区分との間に位置する中間区分も有しており、島嶼ドーリス方言（クレタ方言など）、南ペロポネソス・ドーリス方言（スパルタのラコニア方言など）、北ペロポネソス・ドーリス方言（コリントス方言など）があった。
イオニア系以外の方言群は主に碑文によって把握されている。注目すべき例外はサッポーやピンダロスの作品だが、これらは断片的にしか現存していない。各方言群はまた、植民市によって独特に表現されることもあった。それら植民市は、時には開拓移民や近隣住民が話す異なる方言の影響を受けて、独自の発展を遂げた。
紀元前4世紀のアレクサンドロス大王の征服ののち、コイネーもしくは共通ギリシア語として知られる国際的な方言が発達した。コイネーは大部分でアッティカ方言が原型となっていたが、ほかの方言の影響も受けていた。古代の方言のほとんどは徐々にコイネーに入れ替わっていったが、ドーリス方言は現代ギリシア語のツァコニア方言として生き残っているほか、デモティキの動詞にもアオリストの形を残している。紀元後6世紀頃までに、コイネーは中世ギリシア語に変異していった。

### 古典ギリシア語
「古典ギリシア語」（英: Classical Greek）という名称が広く使われているが、これは「古代ギリシア語」（英: Ancient Greek）と必ずしも同一の概念ではない。古典ギリシア語は、古代ギリシアの諸方言の中で最も代表的となった古典期のアッティカ方言を指す呼称である。
紀元前5世紀頃までは散文の中心がイオニア地方であったため、イオニア方言が主に用いられていた（ヘーロドトスなど）。しかし、前5世紀後半からはアテーナイに優れた弁論家・文筆家（プラトーン、トゥーキューディデースなど）が多く現れ、さらに政治的にもアテーナイがギリシアの中心となったため、前4世紀頃にはアッティカ方言がギリシア世界の標準語となった。この頃に用いられていたアテナイの言語を指して「古典ギリシア語」と呼ぶ。

## 音韻の変化
ギリシア祖語以来、以下の音韻の変化はほぼすべての古代ギリシア語方言に見られる。
- 音節主音的子音 /r/, /l/ は、ミケーネ語とアイオリス方言で /ro/, /lo/ に、それ以外の方言では /ra/, /la/ に変化した。ただし、共鳴音の前では /ar/, /al/ と発音された。
例） インド・ヨーロッパ祖語の *str̥-to- は、アイオリス方言では στρότος となり、他の方言では στρατός となった（どちらも「軍隊」の意）。
- /s/に由来する/h/は、語頭を除き脱落した。また/j/ も脱落した。
例） ドーリス方言 níkaas < *níkahas < *níkasas「征服した」、 τρεῖς < *trées < *tréyes 「3」
- /h/, /j/ の脱落ののち、多くの方言で、 /w/ が脱落した。
例） ἔτος(étos) < ϝέτος(wétos)「年」
- 両唇軟口蓋音の多くが両唇音に変化した。一部は歯音や軟口蓋音にもなった。
- /h/ と /j/ の脱落の結果（比較的影響は小さいが/w/ でも）、隣り合う母音の間で融合が起きるようになった。これはアッティカ方言で最も顕著な現象である。
- 融合などの影響で特殊なサーカムフレックス（曲アクセント）が作られた。
- 上記の制約とともに、アクセントを最後の3音節のいずれかに付すという規則が誕生した。
- /s/ の前で /n/ が脱落し（ただしクレタ方言では不完全）、直前の母音で代償延長が起きた。

/w/, /j/ は脱落する傾向が強かったが、完全に消失していたわけではない。初期には母音の後ろにあるとき、その母音と結合して二重母音の形をとっていた。子音の後ろでの /h/ と /w/ の脱落は、直前の母音の代償延長に伴って起こった。一方、子音の後の /j/ の脱落には、直前の母音の二重母音化、口蓋化、子音のほかの変化など、多くの複雑な変化が絡んでいた。以下はその例である。
- /pj/, /bj/, /phj/ → /pt/
- /lj/ → /ll/
- /tj/, /thj/, /kj/, /khj/ → /s/ - 子音の直後のとき。それ以外の場合は /ss/ か /tt/（アッティカ方言）。
- /gj/, /dj/ → /zd/
- /mj/, /nj/, /rj/ → /j/ - このときの /j/ は子音の前で置換され、直後の母音とともに二重母音をなす。
- /wj/, /sj/ → /j/ - 同時に直後の母音を二重母音化する。

母音融合の結果は方言ごとに複雑であった。多数の異なる種類の名詞や動詞の屈折語尾に起こる融合は、古代ギリシア語文法の最も難解な面を体現している。母音融合した動詞の分類、名詞から作られた動詞、母音の屈折語尾において、このような融合は非常に重要になってくる。実際、現代ギリシア語では母音融合動詞の発達形（たとえば、古代ギリシア語の母音融合動詞を受け継いだ動詞の組み合わせ）が、動詞の主要な2つの分類を象徴している。

## 音韻論
正書法は古い時代の特徴を残していたが、後古典ギリシア語の発音は古代ギリシア語から大きく変異した。古代の発音を完全に再建することはできないが、ギリシア語は特にこの時代からかなりの記録が残されており、音価の一般的な性質に関しても言語学者の間に見解の相違はほとんど見られない。
以下の例では、紀元前5世紀のアッティカ方言を代表として取りあげている。

### 母音
母音のいくつかは長短の区別があった。また二重母音があった。
|            | 前舌母音 | 前舌母音   | 後舌母音 | 後舌母音 |
| 非円唇母音 | 円唇母音 | 非円唇母音 | 円唇母音 |          |
| ---------- | -------- | ---------- | -------- | -------- |
| 狭母音     | /i/ /iː/ | /y/ /yː/   |          |          |
| 半狭母音   | /e/ /eː/ |            |          | /o/ /oː/ |
| 半広母音   | /ɛː/     |            |          | /ɔː/     |
| 広母音     | /a/ /aː/ |            |          |          |

/oː/ はおそらく紀元前4世紀までに [uː] に変化した。

#### 代償延長
代償延長に関しては、どの位置で発生したかで異なる見解がある。/a/ が [aː] と [ɛː] のどちらになるのか、/e/, /o/ は半狭の [eː], [oː] と半広の [ɛː], [ɔː] のどちらになるのか、というのがその争点である。

### 子音
| 古代文字(現代文字) 国際音声記号 | 古代文字(現代文字) 国際音声記号 | 古代文字(現代文字) 国際音声記号 | 両唇音   | 歯茎音         | 軟口蓋音 | 声門音         |
| ------------------------------- | ------------------------------- | ------------------------------- | -------- | -------------- | -------- | -------------- |
| 破裂音                          | 無声                            | 無気音                          | (π) /p/  | (τ) /t/        | (κ) /k/  |                |
| 破裂音                          | 無声                            | 有気音                          | (φ) /pʰ/ | (θ) /tʰ/       | (χ) /kʰ/ |                |
| 破裂音                          | 有声                            | 有声                            | (β) /b/  | (δ) /d/        | (γ) /g/  |                |
| 鼻音                            | 鼻音                            | 鼻音                            | (μ) /m/  | (ν) /n/        | ŋ        |                |
| ふるえ音                        | ふるえ音                        | ふるえ音                        |          | (ῥ/ρ) [r̥] /r/  |          |                |
| 摩擦音                          | 摩擦音                          | 摩擦音                          |          | , (σ, ς)/s/ z/ |          | (有気記号) /h/ |
| 側面音                          | 側面音                          | 側面音                          |          | (λ) /l/        |          |                |

[ŋ] は、軟口蓋音の前では /n/ の、鼻音の前では /g/ の異音として現れた。
ῥ と表記される [r̥] は語頭で用いられ、おそらく /r/ の無声の異音だった。

#### 子音の分類
子音には主に以下の3種類があった。
- 閉鎖音 - 軟口蓋音 /k/, /g/, /kʰ/、両唇音 /p/, /b/, /pʰ/、歯茎音 /t/, /d/, /tʰ/
- 鼻音 - /m/, /n/, /l/, /r/
- 摩擦音 - /s/, /h/

#### 融合
動詞を活用する際、子音が他の子音とぶつかることがある。このとき様々な規則が適用されるが、原則として
- 2つの音が隣り合うとき、初めの子音は後続の子音と有声性・帯気性の点で同化（逆行同化）する。

ただし、これが適用されるのは閉鎖音に対してのみである。摩擦音は有声化ないし無声化の方向でしか同化せず、共鳴音は同化しない。例としては
- /s/（未来、アオリストの語幹）の前で、軟口蓋音は [k] に、両唇音は [p] になり、歯茎音は消失する。
例） g＋s > ks, b＋s > ps, d＋s > s
- /tʰ/（受動態アオリストの語幹）の前で、軟口蓋音は [kʰ] に、両唇音は [pʰ] に、歯茎音は [s] になる。
例） k＋tʰ > kʰtʰ, p＋tʰ > pʰtʰ, t＋tʰ > stʰ
- /m/（中動態完了の1人称単数、1人称複数、分詞）の前で、軟口蓋音と、鼻音＋軟口蓋音は [g] に、両唇音は [m] に、歯茎音は [s] になる。その他の共鳴音はそのまま維持される。

## 形態論
ギリシア語は、インド・ヨーロッパ語族の他の言語同様、高度に屈折的である。これは特に、インド・ヨーロッパ祖語の形をよく残しているアルカイック期に顕著に見られる。古代ギリシア語の名詞には固有名詞も含め、5つの格（主格・属格・対格・与格・呼格）、3つの性（男性・女性・中性）、3つの数（単数・双数・複数）があった。動詞は4つの法（直説法・命令法・接続法・希求法）、3つの態（能動態・中動態・受動態）、3つの人称（一人称・二人称・三人称）があり、7つの時制（現在・未来・未完了過去は相では未完結相、アオリストは完結相、完了・過去完了・未来完了は完了相）に変化する。接続法未来や命令相といったものは存在しないが、時制が法と態をそのように見せることは多い。不定詞と分詞は、相・法・態の限られた組み合わせに対応する形で存在した。

### 加音
未完了過去・アオリスト・過去完了の3時制は、直説法のとき（少なくとも概念上は）接頭辞 ἐ- が付される。これは本来、「そのとき」のように独立した単語に適用されたと考えられる。インド・ヨーロッパ祖語における時制は、相としての意味合いが強かったからである。加音は直説法アオリスト・未完了過去・過去完了に対して起きたが、ほかの法のアオリストには行われなかった（未完了過去と過去完了はそもそも直説法しかない）。
ギリシア語の加音には、音節的加音と時量的加音の2種類がある。前者は子音で始まる語幹に起こり、接頭辞 ἐ- が付される。ただし ῥ- で始まる場合は後ろに -ρ- を重ねた上で ἐ- が付され、ἐρρ- の形になる。後者は母音で始まる語幹に起こり、以下のような長音化を伴う。なお、長短どちらも表す母音は弁別のため、長音にはマクロンを、単音にはブレーヴェを付してある。
- ᾰ, ᾱ, ε > η - ただし ε は ει になることもある。
- ῐ > ῑ
- ο > ω
- ῠ > ῡ
- αι, ᾳ, ει > ῃ - ただし ει は変化しないこともある。
- οι > ῳ
- αυ, ευ > ηυ - 変化しないこともある。

ου, η, ῑ, ῡ, ω は変化しない。ε > ει のような例外は、歴史言語学的には母音間の -σ- 脱落によるものと説明される。ホメーロス以後、詩（特に叙事詩）では慣例的に加音がなされないことがある。

### 畳音（重複）
完了・過去完了・未来完了のほとんどでは、動詞幹の語頭で畳音が用いられる。しかし、完了の一部では例外的に畳音が使われず、また反対にアオリストで畳音が用いられることもある。畳音には以下の3種類がある。
音節畳音
単子音（ῥ- は除く）か、閉鎖音＋共鳴音で始まる動詞には、語頭の子音の後に -ε- を付したものを語頭に加える。ただし、語頭の子音が帯気音の場合は、無気の形にした上で重複される。グラスマンの法則も参照。
加音
加音は畳音の代わりになることもあった。上記にない子音群および複子音で始まる動詞と、母音で始まる動詞は加音と同じ方法で重複される。これは直説法だけでなく、完了時制のすべての場合に当てはまる。
アッティカ式畳音
後ろに共鳴音（ときには δ, γ）が続き、かつ ᾰ, ε, ο で始まる動詞は、語頭の母音とその後ろの子音からなる音節が重複し、さらにそのあとに続く母音が長音化する。つまり、ἐρ > ἐρηρ, ἀν > ἀνην, ὀλ > ὀλωλ, ἐδ > ἐδηδ となる。この畳音は、その名とは異なり実際にはアッティカ方言特有の現象ではなかったが、規則化されたのがアッティカ地方であることは確かである。これは本来、喉音と共鳴音からなる子音群の重複を伴うものであった。すなわち、ギリシア語の標準的な喉音の発達（閉鎖音を伴う形は類推）では *h₃l > *h₃leh₃l > ὀλωλ である。
例外的な畳音は歴史言語学的に理解できる。たとえば、λαμβάνω（語根 λαβ-）の完了幹は *λἔληφα ではなく εἴληφα であるが、これは元々の形である σλαμβάνω（完了幹 σἔσληφα）が、（準）規則的な変化を経たためである。重複は、特定の動詞の現在幹において目に見えることもある。そのような語幹は、語根の語頭の子音＋ ῐ の音節を加える。一部の動詞では、重複の際に鼻音が現れることもある。

## 表記体系
古代ギリシア語は、ギリシア文字で書き表され、大文字のみだった。方言ごとに独自のバリエーションがあった。初期の文章は牛耕式で記されていたが、古典期には左横書きが標準となっていた。
近代に編集された古代ギリシア語文献は、アクセントと気息記号が付され、大文字と小文字が混在する分かち書きで書かれている。しかし、これらはすべて後の東ローマ帝国時代になってから導入されたものである。

## 例文
以下に、プラトン『ソクラテスの弁明』冒頭部の様々な表記のされ方の例を示す。
- ポリトニコス（複数アクセント）表記による古代ギリシア語
Ὅτι μὲν ὑμεῖς, ὦ ἄνδρες Ἀθηναῖοι, πεπόνθατε ὑπὸ τῶν ἐμῶν κατηγόρων, οὐκ οἶδα· ἐγὼ δ᾽ οὖν καὶ αὐτὸς ὑπ᾽ αὐτῶν ὀλίγου ἐμαυτοῦ ἐπελαθόμην, οὕτω πιθανῶς ἔλεγον. Καίτοι ἀληθές γε ὡς ἔπος εἰπεῖν οὐδὲν εἰρήκασιν.
- エラスムス式発音によるラテン文字転写
Hóti mèn humeîs, ô ándres Athēnaîoi, pepónthate hupò tôn emôn katēgórōn, ouk oîda: egṑ d' oûn kaì autòs hup' autôn olígou emautoû epelathómēn, hoútō pithanôs élegon. Kaítoi alēthés ge hōs épos eipeîn oudèn eirḗkasin.
- 日本語訳
あなたがたが、アテーナイの諸氏よ、私の告発者らによっていかなる心証を持つに至ったかは私は存じません。私自身はと言うと、もう少しで自分が誰なのかわからなくなるところでした。それほどの説得力ある話を彼ら（告発者ら）はしました。けれども本当のことは何一つといっていいほど語りませんでした。
- 現代英語訳
What you, men of Athens, have learned from my accusers, I do not know: but I, for my part, nearly forgot who I was thanks to them since they spoke so persuasively. And yet, of the truth, they have spoken, one might say, nothing at all.

## 現代における古代ギリシア語
20世紀初頭までは、西洋の教育制度においてラテン語と古代ギリシア語の学習はカリキュラム内で重要な位置を占めていた。今でもヨーロッパでは、イギリスのパブリック・スクールやグラマー・スクール、イタリアの文科高等学校、ドイツの文科系ギムナジウムのような伝統校・エリート校では、古代ギリシア語が必修科目や選択科目となっていることがある。たとえばドイツでは2006年7月現在、15000人の生徒がギリシア語を学んでいる（ドイツ連邦統計局調べ）。ドイツ以外にも、世界中の主要な大学で西洋古典学としてラテン語とともに今なお教えられている。
フランスでは中学2年からラテン語と古代ギリシア語を学ぶことができる。
教育以外の現場での用例としては、ヨーロッパ諸言語で専門用語を新造するときが挙げられる。文学界では例外的に、ヤン・クルジェサルドが韻文・散文を書いたことがある。また、『アステリックス』がアッティカ方言版で何巻か出版されているほか、『ハリー・ポッターと賢者の石』、『星の王子さま』、『ピーターラビットのおはなし』など若干の文学作品（ほとんどは児童文学）の古代ギリシア語訳もある。
主にギリシア国内に限定されるが、敬意・賞賛・嗜好を示したい団体や個人によって用いられることもある。現代のギリシア人が部分的であっても古代ギリシア語（アルカイック期は除く）を理解できるという事実は、現代ギリシア語とその先駆となる言語の密接な関係を物語っている。